# 苗發
苗發（？—？），唐代潞州壺關（今屬山西省）人，唐朝官员、詩人，大歷十才子之一。

## 生平
苗发出身名门，其父苗晋卿在唐肃宗、代宗年间曾任宰相。
初為江西樂平縣令。歷官朝散大夫、秘書丞，后任都官員外郎、驾部员外郎。

## 文学成就
苗发擅長寫詩，與盧綸、司空曙、耿湋、李益等人齊名，為“大歷十才子”之一。与卢纶关系密切，李端、耿湋、司空曙等亦曾作诗赠答苗发。《全唐诗》存其诗二首：《送司空曙之苏州》与《送孙德谕罢官往黔州》。